# Gerrit Bartsch
Gerrit Bartsch (* 1. November 1989 in Gengenbach) ist ein ehemaliger deutscher Handballspieler und heutiger -trainer. In der Bundesliga war er für den TuS N-Lübbecke aktiv.

## Karriere
Bartsch begann im Alter von zwölf Jahren beim TuS Schutterwald mit dem Handballspielen. Hier wurde er vor allem auf der Rückraummitte-Position und bereits mit 17 Jahren in der Oberliga eingesetzt. 2008 wechselte er zum Regionalligisten LiT Handball Nordhemmern/Mindenerwald und erhielt im Dezember das Zweitspielrecht für den Zweitligisten TuS N-Lübbecke, mit dem er am Saisonende den Aufstieg in die Bundesliga feiern konnte. Nach wenigen Einsatzzeiten wechselte er 2010 jedoch wieder in die 2. Bundesliga zu GWD Minden, wo er hauptsächlich als Linksaußen eingesetzt wurde, insgesamt jedoch hauptsächlich in der Reserve-Mannschaft zum Einsatz kam. Mit Minden stieg er erneut in die Bundesliga auf, wechselte jedoch zur HSG Konstanz in die 3. Liga.
Nach einem enttäuschenden Jahr bat er um Vertragsauflösung und schloss sich dem TV 08 Willstätt an. 2015 entschloss sich Bartsch, seine Karriere zu beenden, um sich auf sein Studium und seine berufliche Zukunft zu konzentrieren. Im November 2016 gab er für drei Spiele ein Comeback bei seinem Heimatverein TuS Schutterwald, bei dem er auch Jugend-Koordinator ist und auch selbst einige Jugend-Mannschaften des Vereins trainiert.

## Privates
Bartsch ist seit Juli 2016 verheiratet. Im selben Jahr schloss er sein Studium der Betriebswirtschaftslehre mit dem Bachelor ab und ist Content-Marketing-Experte mit eigener Unternehmens-Gesellschaft.

## Erfolge
- Aufstieg in die Bundesliga (2): 2009, 2012